# Flavus
Flavus (fl. I secolo) è stato un militare germanico naturalizzato romano, fratello di Arminio, principe dei Cherusci.

## Storia

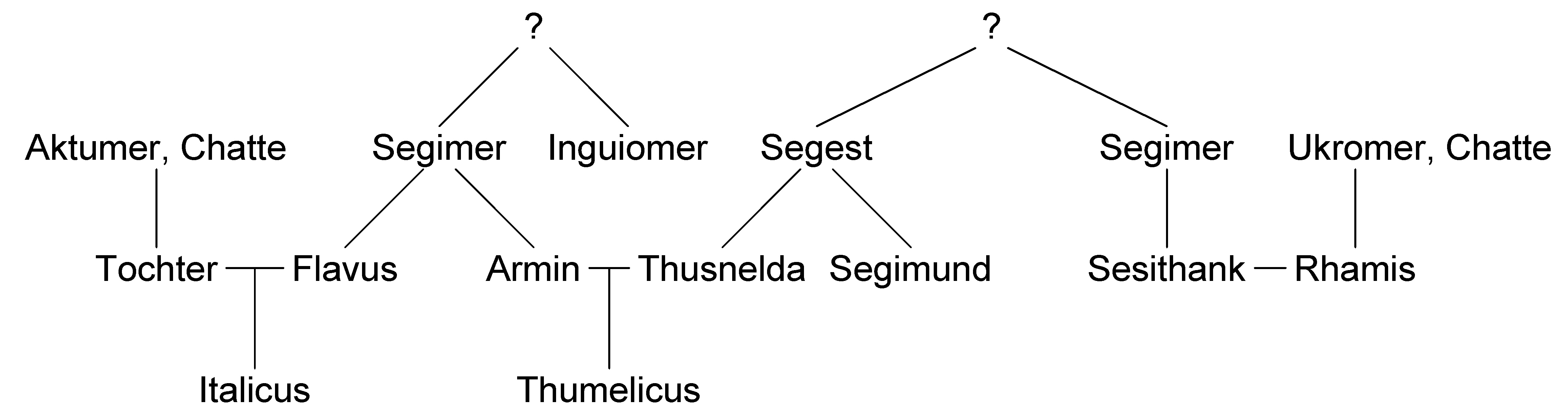
Parentela di Flavus

Era figlio di un capo cherusco chiamato Segimero e fratello minore di Arminio.
Il vero nome germanico è sconosciuto, e Flavus in latino significa biondo, nome che probabilmente si riferisce al colore dei suoi capelli. Come anche il suo fratello maggiore, Flavus acquisì la cittadinanza romana avendo servito come ausiliario nell'esercito romano. Perse uno dei suoi occhi mentre combatteva la rivolta illirica durante l'assedio di Andetrium nel 9 d.C.
A differenza del fratello Arminio, che è stato il protagonista della rivolta contro i Romani in Germania, orchestrando la devastante sconfitta romana nella battaglia della foresta di Teutoburgo, Flavus rimase fedele a Roma, servendo sempre come un ufficiale dell'esercito romano.
Flavus ebbe un figlio chiamato Italicus, che divenne uno dei capi dei Cherusci.